# 지봉로 (순천시)
지봉로 (Jibong-ro)전라남도 순천시 해룡면 월전교차로 에서 왕조동 왕지길삼거리 를 이어주는 도로이다.

## 주요 경유지
전라남도
- 순천시 (왕조동 . 해룡면)

## 노선
| 이름          | 접속 노선                        | 소재지        | 소재지        | 비고          |
| 왕지로와 직결 | 왕지로와 직결                    | 왕지로와 직결 | 왕지로와 직결 | 왕지로와 직결 |
| ------------- | -------------------------------- | ------------- | ------------- | ------------- |
| 왕지길삼거리  |                                  | 순천시        | 왕조동        |               |
| (이름없음)    | 국가지원지방도 제58호선 (순광로) | 순천시        | 왕조동        |               |
| 상삼삼거리    | 신대로                           | 순천시        | 해룡면        |               |
| 율산 교차로   | 연향로                           | 순천시        | 해룡면        |               |
| (이름없음)    | 가산로 향매로                    | 순천시        | 해룡면        |               |
| 대가삼거리    | 대가길                           | 순천시        | 해룡면        |               |
| 남가사거리    | 남가1길                          | 순천시        | 해룡면        |               |
| 남가교        |                                  | 순천시        | 해룡면        |               |
| 성산 교차로   | 지방도 제863호선 (해룡로)        | 순천시        | 해룡면        |               |
| 월전 교차로   | 여순로                           | 순천시        | 해룡면        |               |

## 주요 시설및 건물
- 순천왕의중학교 (지봉로 420/상삼리 350)
- 순천로컬푸드 조례호수공원점 (지봉로 611/조례동 1870)